# Seznam přezdívek českých a slovenských železničních vozidel
Toto je seznam oficiálních pojmenování a neoficiálních přezdívek železničních vozidel provozovaných v ČSR, ČR a SR. Neprovozní a historická vozidla jsou podbarvena červeně (mimo parní trakce).

## Elektrické lokomotivy
| Obrázek | Řada (dle UIC)             | Řada (dle Kryšpína) | Přezdívky                                                                           | Vysvětlení |
| ------- | -------------------------- | ------------------- | ----------------------------------------------------------------------------------- | --- |
|         | —                          | E 666.0             | Italky                                                                              | Podle původu lokomotiv (Itálie) |
|         | 101                        | E 225.0             | Koloběžka                                                                           | |
|         | 102                        | E 423.0             | Adamovka Wickerska                                                                  | Podle původu lokomotiv (Adamov) |
|         | 103                        | E 436.0             | Cilka                                                                               | |
|         | 100                        | E 422.0             | Bobinka (Malá bobina) (Kapesní bobina)                                              | oproti řadě 140 je podstatně menší |
|         | 110                        | E 458.0             | Žehlička                                                                            | podle vnějšího tvaru a podle určení pro posun na nádraží (tj. jezdí od zhlaví ke zhlaví) |
|         | 111                        | E 458.1             | Žehlička Tyristorka Pomeranč                                                        | podle vnějšího tvaru a podle určení pro posun na nádraží (tj. jezdí od zhlaví ke zhlaví) podle nově použitých polovodičů podle původní barvy (oranžová) |
|         | 112                        | E 457.0             | Žehlička Dvanáctka                                                                  | podle vnějšího tvaru a podle určení pro posun na nádraží (tj. jezdí od zhlaví ke zhlaví) |
|         | 113                        | E 426.0             | Žehlička                                                                            | podle vnějšího tvaru a podle určení pro posun na nádraží (tj. jezdí od zhlaví ke zhlaví) |
|         | 114.5                      | —                   | Asynchro-Žehlička                                                                   | podle vnějšího tvaru lokomotivy, určení k posunu a použití asynchronních elektromotorů |
|         | 121                        | E 469.1             | Kostitřas z Ústí Kostitřas Skúter                                                   | podle působiště v okolí Ústí n. L. podle špatného odpružení na Slovensku, podle zvuku |
|         | 122                        | E 469.2             | Ústecká dvojka Uhelka                                                               | podle původního označení řady E 469.2 a působiště podle působiště v okolí Ústí n. L. |
|         | 123                        | E 469.3             | Trojka Uhelka                                                                       | podle původního označení řady E 469.3 podle působiště v okolí Ústí n. L. |
|         | 124                        | —                   | Rekordmanka Okruhová bobina                                                         | podle nejvyšší rychlosti dosažené v roce 1972 na Železničním zkušebním okruhu Cerhenice Podle výskytu na ŽZO Cerhenice |
|         | 125.8                      | E 469.5             | Staré dvojče Širokorozchodná dvojička Šrotka                                        | odlišení od novějších lokomotiv 131 podle působení na ŠRT podle působení na ŠRT |
|         | 130                        | E 479.0             | Hrbatá Velbloud Fousatý                                                             | podle skříně ventilátorů na střeše podle čísla nad světly. |
|         | 131                        | E 479.1             | Dvojče (Dvojička)                                                                   | lokomotiva se skládá ze dvou částí |
|         | 140                        | E 499.0             | Bobina (nulka)                                                                      | podle uspořádání náprav Bo´ Bo´ a označení řady |
|         | 141                        | E 499.1             | Bobina (jednička)                                                                   | podle uspořádání náprav Bo´ Bo´ a označení řady |
|         | 150                        | E 499.2             | Banán Potkan Krysa Pražská dvojka                                                   | podle žluto-zeleného nátěru podle tvaru a umístění světel podle tónu píšťaly a podle tvaru čela připomínající čumák krysy podle původního označení E 499.2 |
|         | 151                        | —                   | Banán Potkan Krysa                                                                  | podle žluto-zeleného nátěru podle tvaru a umístění světel podle tónu píšťaly a podle tvaru čela připomínající čumák krysy |
|         | 162                        | —                   | Patriot Rychlý Pershing (Peršing) Peršan                                            | podle raket MIM-104 Patriot, reakce na přezdívku téměř shodné řady 163 rychlejší provedení řady 163 obdoba předchozí přezdívky |
|         | 163                        | E 499.3             | Pershing (Peršing) Peršan                                                           | podle počáteční provozní nespolehlivosti, kdy měla tato řada „rychlý start a krátký dolet“, stejně jako rakety Pershing II rozmisťované v této době v západní Evropě obdoba předchozí přezdívky |
|         | 169                        | E 499.5             | Asynchronka Asynchron                                                               | podle použití asynchronních motorů |
|         | 180                        | E 669.0             | Albatros Šestikolák nulka                                                           | na jízdních výkonech nahrazovala řadu 498.0 podle počtu dvojkolí a konstrukční skupiny |
| E 699.0 | 180                        |                     | Albatros Šestikolák nulka                                                           | na jízdních výkonech nahrazovala řadu 498.0 podle počtu dvojkolí a konstrukční skupiny |
|         | 181                        | E 669.1             | Cecilka Šestikolák Šestikolo                                                        | podle uspořádání náprav Co´ Co´ podle počtu dvojkolí |
|         | 182                        | E 669.2             | Cecilka Šestikolák Šestikolo                                                        | podle uspořádání náprav Co´ Co´ podle počtu dvojkolí |
|         | 183                        | E 669.3             | Šestikolák Šestikolo Rakaňa                                                         | podle počtu dvojkolí na Slovensku, podle zvuku houkačky |
|         | 184                        | —                   | Tušimický šestikolák Donáto Tušimičák                                               | podle počtu náprav a působiště na Kadaňsko-tušimické dráze podle místa působiště (Doly Nástup Tušimice) obdoba z předchozí přezdívky |
|         | 210                        | S 458.0             | Žehlička Jezevec                                                                    | podle vnějšího tvaru a podle určení pro posun na nádraží (tj. jezdí od zhlaví ke zhlaví) podle vnějšího tvaru lokomotivy a barevného řešení se světlými pruhy „na čumáku“ |
|         | 230                        | S 489.0             | Laminátka Lamino                                                                    | podle materiálu skříně |
|         | 240                        | S 499.0             | Laminátka Lamino                                                                    | podle materiálu skříně |
| S 499.1 | 240                        |                     | Laminátka Lamino                                                                    | podle materiálu skříně |
|         | 242                        | S 499.02            | Plecháč Plechovka                                                                   | podle materiálu skříně |
|         | 263                        | S 499.2             | Princezna                                                                           | podle hezkého vzhledu |
|         | 280                        | S 699.0             | Velká Laminátka Lamino                                                              | podle velikosti lokomotivy a materiálu čela skříně podle materiálu čela skříně |
|         | 340                        | —                   | (Modrá) Laminátka Lamino                                                            | podle materiálu skříně a barvy – modrá je typická barva českých dvousystémových lokomotiv podle materiálu skříně |
|         | 350                        | ES 499.0            | Gorila Krysa Vysavač Škodovácké zlato                                               | podle síly a mohutnosti podle tvaru a umístění světel podle zvuku ventilátorů při rozjezdu ve své době nejvýkonnější a nejrychlejší lokomotiva z plzeňské Škodovky |
|         | 362                        | —                   | (Rychlé) Eso                                                                        | podle dřívějšího značení dvousystémových lokomotiv ES |
|         | 363                        | ES 499.1            | Eso                                                                                 | podle dřívějšího značení dvousystémových lokomotiv ES |
|         | 363.5                      | —                   | (Nákladní) Eso Pětkové Eso Reso                                                     | podle dřívějšího značení dvousystémových lokomotiv ES a podle působení u nákladního dopravce ČD Cargo podle dřívějšího značení dvousystémových lokomotiv ES a číslice označující konstrukční skupinu rekonstruované Eso, chybné ale zažité označení, ve skutečnosti vznikla řada 363.5 rekonstrukcí Peršingů řady 163 |
|         | 365                        | —                   | Belgičanka Vee                                                                      | podle země původu podle barvy CER cargo, která připomíná baziliška ze seriálu Soví dům |
|         | 371                        | —                   | Bastard                                                                             | podle zastaralého technického řešení v době výroby a malé provozní spolehlivosti |
|         | 372                        | ES 499.2            | Bastard                                                                             | podle zastaralého technického řešení v době výroby a malé provozní spolehlivosti |
|         | 380                        | —                   | Emil Zátopek Messerschmitt Zázrak Vana Vlnitý plech Porsche (Porše) Svářečka Mrazák | oficiální pojmenování Škody a ČD podle továrního označení 109E zvýraznění velkého pokroku od předchozích lokomotiv firmy Škoda (někdy myšleno i ironicky) kdyby se lokomotiva otočila koly nahoru, vypadala by jako vana podle vlnitého boku lokomotivy podle studia, které vytvořilo design lokomotivy, někdy také podle velkého výkonu podle zvuku při rozjezdu zvuk, když lokomotiva stojí (asi jen některé), tak zní jako starší mrazicí zařízení |
|         | 383 193 (D)                | —                   | Vectron Garfield Větroň Větrák                                                      | oficiální název od výrobce podle žlutého nátěru u dopravce RegioJet a podoby s komiksovým kocourem Garfieldem podle podobnosti se jménem Vectron zkomolenina oficiálního názvu |
|         | 386                        | —                   | Traxx                                                                               | oficiální název od výrobce |
|         | 388                        | —                   | Traxx                                                                               | oficiální název od výrobce |
|         | 1016 (A) 1116 (A) 1216 (A) | —                   | Taurus                                                                              | oficiální pojmenování majoritního provozovatele ÖBB |

## Elektrické vozy a jednotky
- Pantograf (Panťák) je označení pro všechny elektrické vozy a jednotky.

| Obrázek                                | Řada (dle UIC)                     | Řada (dle Kryšpína) | Přezdívky                                                                                 | Vysvětlení |
| -------------------------------------- | ---------------------------------- | ------------------- | ----------------------------------------------------------------------------------------- | --- |
|                                        | 400                                | EM 400.0 (M 400.0)  | Elinka Křižík                                                                             | podle elektrického pohonu podle výrobce elektrické části |
|                                        | 405.95                             | EMU 29.0            | Zubačka Švýcarka                                                                          | působištěm je Ozubnicová železnice Štrba – Štrbské Pleso výrobek švýcarské firmy SLM Winterthur |
|                                        | 411.9                              | EMU 46.0            | Električka                                                                                | lehký vůz tramvajového typu |
| EMU 46.1                               | 411.9                              |                     | Električka                                                                                | lehký vůz tramvajového typu |
|                                        | 420.95                             | EMU 89.0            | Električka Trojče                                                                         | lehký vůz tramvajového typu, navíc stylisticky velmi podobný tramvaji Tatra T3 jde o tříčlánkové vozidlo |
|                                        | 425.95                             | —                   | Barónka Tetrapak Težka                                                                    | při čelním pohledu připomíná šlechtičnu s lorňonem a vysokou parukou tvarem a barevným provedením připomíná tetrapakovou krabici plnotučného mléka podle místa působení (Tatranské elektrické železnice) |
|                                        | 451                                | EM 475.1            | Pantograf Panťák Lochneska Žabotlam CityFrog Frogolíno Cukajdó Žába Žabák Emilka          | podle sběrače proudu na střeše (též obecné označení pro pantografové soupravy) expresivní výraz pro pantograf (též obecné označení pro pantografové soupravy) podle rozmístění bočních oken a celkového tvaru soupravy podle tvaru přední masky parodie na oficiální pojmenování jednotek 471 CityElefant parodie na oficiální pojmenování jednotek 680 Pendolino parodie na japonské vysokorychlostní jednotky Hokkajdó podle tvaru čela podle původního označení (EM 475.1) |
|                                        | 452                                | EM 475.2            | Pantograf Panťák Lochneska Žabotlam CityFrog Frogolíno Cukajdó Žába Žabák Emilka          | podle sběrače proudu na střeše (též obecné označení pro pantografové soupravy) expresivní výraz pro pantograf (též obecné označení pro pantografové soupravy) podle rozmístění bočních oken a celkového tvaru soupravy podle tvaru přední masky parodie na oficiální pojmenování jednotek 471 CityElefant parodie na oficiální pojmenování jednotek 680 Pendolino parodie na japonské vysokorychlostní jednotky Hokkajdó podle tvaru čela podle původního označení (EM 475.1) |
|                                        | 460                                | EM 488.0            | Pantograf Panťák Tornádo                                                                  | podle sběrače proudu na střeše (též obecné označení pro pantografové soupravy) expresivní výraz pro pantograf (též obecné označení pro pantografové soupravy) podle zvuku při jízdě jednotky |
|                                        | 470                                | EM 496.0            | Zelené/Modré patro Kraken Uršula Staré patro Ošklivá obluda                               | podle dvouposchoďového provedení a dvou barevných variant souprav název pro modrou jednotku název pro zelenou jednotku odlišení od novějších jednotek 471 CityElefant opovržení nad často nefunkčními dveřmi |
|                                        | 471                                | —                   | CityElefant Ešus Hliník Slon Ledovec Nové patro                                           | oficiální pojmenování ČD má tři části a je z hliníku kvůli použitému materiálu podle oficiálního pojmenování kvůli své výšce, barvě (jen u jednotek z první série) a tvaru odlišení od starších jednotek 470 |
|                                        | 480                                | —                   | Černá Puma Flirt Tramvaj Paštika Štádler                                                  | podle vzhledu a barvy oficiální název – Fast Light Innovative Regional Train vlak připomíná spíše tramvaj podle majitele L. Novotného, jehož rodině patřilo Hamé (výrobce paštik) podle výrobce (Stadler) |
|                                        | 495.95                             | —                   | Električkozubačka Nová zubačka                                                            | podle hybridního adhezně-ozubnicového pohonu působištěm je Ozubnicová železnice Štrba – Štrbské Pleso, odlišení od starší řady 405.95 |
|                                        | 530                                | —                   | Moravia Ibalgin Jihomoravský panter Růžový panter                                         | oficiální pojmenování vlastníka podle zbarvení podle velmi podobného řešení jako jednotky rodiny Panter jezdící pro ČD a. s. podle zbarvení a zároveň spojení odkazu na stejnojmenný film a jednotky rodiny Panter |
| 550                                    |                                    | —                   | Moravia Ibalgin Jihomoravský panter Růžový panter                                         | oficiální pojmenování vlastníka podle zbarvení podle velmi podobného řešení jako jednotky rodiny Panter jezdící pro ČD a. s. podle zbarvení a zároveň spojení odkazu na stejnojmenný film a jednotky rodiny Panter |
|                                        | 560                                | SM 488.0            | Pantograf Panťák Tornádo Šedý vlk                                                         | podle sběrače proudu na střeše (též obecné označení pro pantografové soupravy) expresivní výraz pro pantograf (též obecné označení pro pantografové soupravy) podle zvuku při jízdě jednotky pouze jednotka 560.027/028, podle atypického nátěru do roku 2008 |
|                                        | 654                                | —                   | Včelka Mája                                                                               | |
|                                        | 440 (440+442+441)                  | —                   | RegioPanter Harmonika Metro                                                               | oficiální pojmenování ČD a výrobce podle propojení a tvaru jednotky podle zvuku, dveří, akcelerace a hlášení |
| 640 (640+642+641)                      |                                    | —                   | RegioPanter Harmonika Metro                                                               | oficiální pojmenování ČD a výrobce podle propojení a tvaru jednotky podle zvuku, dveří, akcelerace a hlášení |
| 650 (650+651)                          |                                    | —                   | RegioPanter Harmonika Metro                                                               | oficiální pojmenování ČD a výrobce podle propojení a tvaru jednotky podle zvuku, dveří, akcelerace a hlášení |
|                                        | 660.0 (660.0+662.0+ 661.0)         | —                   | InterPanter Rypák                                                                         | oficiální pojmenování ČD zkratka pro rychlíkový panťák |
| 660.1 (660.1+662.1+ 064.1+662.2+661.1) |                                    | —                   | InterPanter Rypák                                                                         | oficiální pojmenování ČD zkratka pro rychlíkový panťák |
|                                        | 665                                | —                   | Sirius Sršeň Vosa Pendolino z Wishe                                                       | oficiální pojmenování Leo Express podle vzhledu podle vzhledu a země původu |
|                                        | 671                                | —                   | Jánošík Ešus Hliník                                                                       | oficiální pojmenování ZSSK má tři části a je z hliníku kvůli použitému materiálu |
|                                        | 680 (681+081+683+ 084+684+082+682) | —                   | Pendolino Pinda Lina Pinďul Bimbadlo Čendolino TIS Potěmkin Pendolíný Moudivláček Kyvadlo | oficiální označení výrobce Fiat Ferroviaria pro systém naklápění vozových skříní zkomolenina oficiálního označení podle relativně nízkého výkonu a pomalých rozjezdů zkomolenina oficiálního označení narážka na překlad termínu „pendolino“ – česky „kyvadlo“ „České pendolino“ podle počáteční velmi nízké spolehlivosti – zkratka odsuzujícího označení „Ten italský sráč“ podle počáteční velmi nízké spolehlivosti v kontrastu s působivým zevnějškem a letitým toužebným očekáváním podle počáteční velmi nízké spolehlivosti v moc malé rychlosti podle latinského jména zpěvného ptáka moudivláčka lužního Remiz pendulinus podle naklápění karoserie jednotky |

## Motorové lokomotivy
| Obrázek | Řada (dle UIC) | Řada (dle Kryšpína) | Přezdívky                                                         | Vysvětlení |
| ------- | -------------- | ------------------- | ----------------------------------------------------------------- | --- |
|         | —              | TL 659.0            | Turbínovka                                                        | podle pohonu turbínou |
|         | —              | T 679.2             | Ragulin                                                           | podle oblíbeného sovětského hokejisty 70. let – uznání výkonnosti těchto lokomotiv |
|         | 700            | T 211.0             | Prasátko Gemina Puklík Bobík Motůrek                              | podle velikosti, navíc druhá série má chladič připomínající prasečí čumák podle souhvězdí Blíženců (latinsky „Gemini“), posunová lokomotiva = přibližovadlo, tj. také Blíženec malá motorová lokomotiva |
|         | 701            | T 211.1             | Prasátko Gemina Puklík Bobík Motůrek                              | podle velikosti, navíc druhá série má chladič připomínající prasečí čumák podle souhvězdí Blíženců (latinsky „Gemini“), posunová lokomotiva = přibližovadlo, tj. také Blíženec malá motorová lokomotiva |
|         | 702            | T 212.0             | Prasátko Gemina Puklík Bobík Motůrek                              | podle velikosti, navíc druhá série má chladič připomínající prasečí čumák podle souhvězdí Blíženců (latinsky „Gemini“), posunová lokomotiva = přibližovadlo, tj. také Blíženec malá motorová lokomotiva |
|         | 703            | T 212.1             | Prasátko Gemina Puklík Bobík Hydraulika                           | podle velikosti, navíc druhá série má chladič připomínající prasečí čumák podle souhvězdí Blíženců (latinsky „Gemini“), posunová lokomotiva = přibližovadlo, tj. také Blíženec podle hydromechanického přenosu výkonu, odlišení od ostatních Prasátek |
|         | 700–703 mod.   | —                   | Rekoprase                                                         | podle přestavby z klasického „prasátka“ |
|         | 704            | T 234.0             | Malý Lego Legoušek                                                | podle stavebnicového provedení – menší „sourozenec“ řady 708 zdrobnělina výše uvedeného označení |
| T 238.0 | 704            |                     | Malý Lego Legoušek                                                | podle stavebnicového provedení – menší „sourozenec“ řady 708 zdrobnělina výše uvedeného označení |
|         | 705.9          | TU 47.0             | Túčko, Té-Účko                                                    | podle původního označení řady TU 47.0 |
|         | 706.4          | —                   | Fablok                                                            | podle výrobce Fablok Chrzanów |
|         | 706.45         | —                   | Zastal                                                            | podle výrobce Zastal Zelená Hora |
|         | 706.5          | T 203.05            | Kaluga                                                            | podle místa původu (Kaluga) |
|         | 706.6          | T 200.9, T 201.2    | Béenka                                                            | podle původního označení řady BN 60 |
|         | 708            | —                   | Velký Lego (Malá) kráva Veselý tele                               | podle tříbarevného nátěru, připomínajícího dětskou stavebnici – větší „sourozenec“ řady 704 podle tříbarevného nátěru, připomínajícího dětskou stavebnici – menší provedení řady 714 podle tříbarevného nátěru, připomínajícího tavený sýr Veselá kráva – menší provedení řady 714 |
|         | 710            | T 334.0             | Rosnička                                                          | podle barvy nátěru |
|         | 711            | —                   | Rekorosňa                                                         | podle rekonstrukce z „Rosničky“ |
|         | 714            | —                   | Dvojlego (Velká) kráva Veselá kráva Milky Way Vrtulník Lachtan    | podle tříbarevného nátěru, připomínajícího dětskou stavebnici – větší provedení řady 708 se dvěma motory podle tříbarevného nátěru, připomínajícího dětskou stavebnici – větší provedení řady 708 podle tříbarevného nátěru, připomínajícího tavený sýr Veselá kráva podle tříbarevného nátěru a tvaru připomínajícího čokoládovou tyčinku Milky Way podle uspořádání vrtule chlazení, připomínající vrtuli motorového rogala |
|         | 715            | T 426.0             | Rakušanka                                                         | podle země původu (Rakousko) |
|         | 718            | TA 436.05           | Hybrid                                                            | podle hybridního pohonu (spalovací motor + baterie) |
|         | 720            | T 435.0             | (Malý) Hektor Pensylvánec Malý Šroťák Humplbedna                  | jako uznání síly stroje a velikosti (řada 720 je o cca 1 m kratší, než řada 721) podle využití Pensylvánských podvozků (starší verze) |
|         | 721            | T 458.1             | (Velký) Hektor Velký Šroťák                                       | jako uznání síly stroje a velikosti (řada 721 je o cca 1 m delší, než řada 720) |
|         | 725            | T 444.0             | (Plešatá) Karkulka Karkule                                        | podle barvy nátěru a odlišení od řady 726 (absence plechů na střeše budky) varianta předchozí přezdívky |
|         | 726            | T 444.1             | Karkulka                                                          | podle barvy nátěru |
|         | 730            | T 457.0             | Ponorka                                                           | podle tvaru |
|         | 731            | T 457.1             | Špageta Favorit Ponorka                                           | podle poměru délka/výška přirovnání k tehdy novému automobilu Škoda Favorit podle tvaru |
|         | 735            | T 466.0             | Pilštyk Fujara                                                    | podle použitého licenčního motoru Pielstick podle zvuku, který vydával výfuk při rozjezdu |
|         | 740            | T 448.0             | Kocour Včela Piškot                                               | podle hojného rozšíření – „je na každém dvoře“ uznání pracovitosti a rychlosti |
|         | 740.3          | —                   | Kocour                                                            | podle rekonstrukce z řady 740 |
|         | 742            | T 466.2             | Bangladéška Bangle (Bangláda) Buchar Včela                        | podle exportu do Bangladéše varianta předchozí přezdívky podle silného bouchání od motoru uznání pracovitosti a rychlosti |
|         | 743            | T 466.3             | Tranzistor Elektronik                                             | podle elektronické regulace výkonu silovými tranzistory podle elektronické regulace výkonu |
|         | 743.2          | —                   | Azrael EffiShunter                                                | podle přestavby z Kocourů a narážka na lokomotivy řady 794 Gargamel od stejného výrobce obchodní název výrobce |
|         | 744            | —                   | Kamion Jezevčík EffiShunter                                       | vzhledem připomíná kamion délkou připomíná jezevčíka obchodní název výrobce |
|         | 744.5          | T 475.15            | Motýlek                                                           | podle atypického barevného nátěru |
|         | 745            | T 476.1             | Faustovka                                                         | podle německého označení V 100 |
|         | 748.5          | —                   | Rumun                                                             | podle původu (Rumunsko) |
|         | 749            | —                   | Zamračená (Zamráča) Ceckatá Kozatá Berta Bardotka Barďaska Baruna | podle umístění čelních oken s přetaženou střechou podle tvaru přední masky, připomínající ňadra podle hlubokého brumlání výfuku u neodhlučněných lokomotiv z bočního pohledu lokomotiva připomíná hrudník Brigitte Bardotové obdoba předchozí přezdívky zkratka původní přezdívky |
|         | 750            | —                   | Brejlovec (Brejlák) Brejle                                        | podle předsazených čelních oken, připomínajících brýle obdoba předchozí přezdívky |
|         | 750.7          | —                   | Brejlovec (Brejlák) Brejle Katr Sedmička                          | podle předsazených čelních oken, připomínajících brýle obdoba předchozí přezdívky podle použití spalovacího motoru Caterpillar podle čísla lokomotivy |
|         | 751            | T 478.1             | Zamračená (Zamráča) Ceckatá Kozatá Berta Bardotka Pegas           | podle umístění čelních oken s přetaženou střechou podle tvaru přední masky, připomínající ňadra podle hlubokého brumlání výfuku u neodhlučněných lokomotiv z bočního pohledu lokomotiva připomíná hrudník Brigitte Bardotové podle parního generátoru PG 500 nazývaného Pegas |
|         | 752            | T 478.2             | Zamračená (Zamráča) Ceckatá Kozatá Berta Bardotka                 | podle umístění čelních oken s přetaženou střechou podle tvaru přední masky, připomínající ňadra podle hlubokého brumlání výfuku u neodhlučněných lokomotiv z bočního pohledu lokomotiva připomíná hrudník Brigitte Bardotové |
|         | 752.6          | —                   | Brejlovec (Brejlák) Bertovec                                      | podle předsazených čelních oken, připomínajících brýle po rekonstrukci na stejný motor jako mají „Berty“ (ř. 749, ř. 751) vznikl název „Bert(a)“ a „(Brejl)ovec“ |
|         | 753            | T 478.3             | Brejlovec (Brejlák) Brejle                                        | podle předsazených čelních oken, připomínajících brýle obdoba předchozí přezdívky |
|         | 753.6          | —                   | Bizon Drak Hnusovec                                               | podle vzhledu Hnus(ný) (Brejl)ovec |
|         | 753.7          | —                   | Brejlovec (Brejlák) Brejle                                        | podle předsazených čelních oken, připomínajících brýle obdoba předchozí přezdívky |
|         | 754            | T 478.4             | Brejlovec (Brejlák) Brejle                                        | podle předsazených čelních oken, připomínajících brýle obdoba předchozí přezdívky |
|         | 755 ČD         | —                   | Brejlovec (Brejlák) Brejle                                        | podle předsazených čelních oken, připomínajících brýle obdoba předchozí přezdívky |
|         | 755 ŽSR        | —                   | Tatranský orol                                                    | podle umístění výrobního závodu |
|         | 756            | —                   | Brejlovec (Brejlák) Brejle                                        | podle předsazených čelních oken, připomínajících brýle obdoba předchozí přezdívky |
|         | 757            | —                   | Brejlovec (Brejlák) Brejle                                        | podle předsazených čelních oken, připomínajících brýle obdoba předchozí přezdívky |
|         | 759            | T 499.0             | Kyklop                                                            | podle umístění reflektoru připomínajícího jediné oko bájných kyklopů |
|         | 761            | —                   | Herkules                                                          | podle síly stroje |
|         | 770            | T 669.0             | Čmelák                                                            | ze sovětského označení ČME3 (ЧМЭ3) |
|         | 771            | T 669.1             | Čmelák                                                            | ze sovětského označení ČME3 (ЧМЭ3) |
|         | 771.7          | T 669.2 T 669.25    | Čmelák Superčmelák                                                | podle odvození z řady 771 podle vyššího výkonu oproti řadám 770/771 |
|         | 772            | —                   | Batman                                                            | podle vzhledu |
|         | 775            | T 678.0             | Pomeranč Cé nula                                                  | Podle oranžového nátěru Podle uspořádání dvojkolí Co´-Co´ |
|         | 776            | T 679.0             | Pomeranč Cé nula                                                  | Podle oranžového nátěru Podle uspořádání dvojkolí Co´-Co´ |
|         | 781            | T 679.1             | Sergej Bubny tajgy                                                | typické ruské osobní jméno má vyjadřovat původ v Sovětském svazu překlad přezdívky používané v Německu |
|         | 794            | —                   | Gargamel Lego EffiShunter                                         | podle vzhledu a uživatelské přívětivosti podle podobnosti s řadou 704 obchodní název výrobce |
|         | 799            | —                   | Adéla Adélka                                                      | z označení ADL (Akumulátorová-Diesel-Elektrická lokomotiva) |

## Motorové vozy a jednotky
| Obrázek | Řada (dle UIC) | Řada (dle Kryšpína) | Přezdívky                                                                                         | Vysvětlení |
| ------- | -------------- | ------------------- | ------------------------------------------------------------------------------------------------- | --- |
|         | —              | M 11.0              | (Úzký) Věžák                                                                                      | podle vyvýšeného stanoviště strojvedoucího, úzkorozchodný vůz |
|         | —              | M 120.0             | Kolejový autobus                                                                                  | podle autobusové karoserie |
|         | —              | M 120.1             | Kolejový autobus                                                                                  | podle autobusové karoserie |
|         | —              | M 120.3             | (Malý) Věžák                                                                                      | podle vyvýšeného stanoviště strojvedoucího, vůz je oproti pozdějším vozům menší a má menší výkon |
|         | —              | M 130.2             | Věžák                                                                                             | podle vyvýšeného stanoviště strojvedoucího |
|         | —              | M 130.3             | Věžák                                                                                             | podle vyvýšeného stanoviště strojvedoucího |
|         | ?              | M 21.0              | Úzký Hurvínek                                                                                     | úzkorozchodný vůz vzhledově podobný řadě M 131.1 |
|         | —              | M 273.0             | Modrý šíp                                                                                         | oficiální název podle nátěru a rychlosti |
|         | ?              | M 274.0             | Modrý šíp                                                                                         | oficiální název podle nátěru a rychlosti |
|         | —              | M 275.0             | Modrý šíp                                                                                         | oficiální název podle nátěru a rychlosti |
|         | 801            | M 131.1             | Hurvínek Kredenc Kufr                                                                             | podle dřevěných lavic a reflektorů ve stylu Skupovy loutky podle tvaru |
|         | 805.9          | M 27.0              | Ponorka Nautilus Hašišbedna                                                                       | podle kulatých oken podle velmi atypického designu |
|         | 806            | M 120.4             | Věžák                                                                                             | podle vyvýšeného stanoviště strojvedoucího |
|         | 810            | M 152.0             | Šukafon RegioMouse Autobus Motorák Orchestrion Rachotina Skleník Šukomyš Krabička Plevel Šukbedna | opovržení nad hrkáním vozu při jízdě oficiální pojmenování ČD pro modernizované vozy čela skříně i boční okénka připomínají autobusy Karosa Š 11, mají i shodný motor LIAZ a převodovku Praga podle pohonu připomínka TV seriálu Chalupáři: jeden z prvních kusů nastartoval až po kopnutí do rozvaděče podle jízdního hluku u starších vozidel okna prakticky kolem celého vozu a špatné větrání v letních vedrech parodie na oficiální pojmenování modernizovaných vozů podle tvaru podle hojnosti výskytu kombinace starších přezdívek |
|         | 811 (1997)     | —                   | Raketa Hokaido Šukafon                                                                            | podle výrazného pokroku oproti řadě 810 (ironicky) podle výrazného pokroku oproti řadě 810 (ironicky) opovržení nad hrkáním vozu při jízdě (přezdívka převzata od řady 810) |
|         | 811 (2020)     | —                   | Šukafon Reko krabička                                                                             | opovržení nad hrkáním vozu při jízdě (přezdívka převzata od řady 810) podle tvaru a rekonstrukce z řady 810 |
|         | 811 ZSSK       | —                   | Mandarinka Darinka                                                                                | podle barvy nátěru zkrácení předchozí přezdívky |
|         | 812            | —                   | Esmeralda Zelená žába Cyklohráček                                                                 | oficiální pojmenování ČD podle zelenooké hlavní hrdinky stejnojmenné mexické telenovely podle barvy skříně oficiální pojmenování ČD |
|         | 813            | —                   | Bagetka, Bageta                                                                                   | podle tvaru (dva slepené motoráky) |
|         | 813.10         | —                   | Bagetka, Bageta                                                                                   | podle tvaru (dva slepené motoráky) |
|         | 813.11         | —                   | Mravenec (Mravec) (Bagetka, Bageta)                                                               | podle tvaru (dva slepené motoráky) a odvození od jednotky 813.10 |
|         | 813.2          | —                   | Mravenec (Mravec) (Bagetka, Bageta)                                                               | podle tvaru (dva slepené motoráky) a odvození od jednotky 813.10 |
|         | 814            | —                   | Regionova Regina Regiošuk Laminošuk Pendolínko Oloupaný banán Šmoulinka                           | oficiální pojmenování ČD familiární změna oficiálního názvu narážka na oficiální pojmenování a přestavbu z původního motorového vozu 810 podle laminátového čela po přestavbě narážka na jen mírnou modernizaci regionálního vozového parku podle nátěru firmy Konting podle barvy Najbrt a srovnáním velikosti s jinými vlaky |
|         | 814.2          | —                   | Regionova Regionova Trio Regina Triplenova Hypernova Hyperbouda Supernova                         | oficiální název ČD podle třídílné konstrukce familiární změna oficiálního názvu podle třídílné konstrukce „přerostlá“ základní Regionova alternativa předchozí přezdívky opovržení nad změnami, učiněnými oproti původní 814 |
|         | 814.5          | —                   | Desná Regionova                                                                                   | oficiální název Železnice Desná podle téměř shodné jednotky ČD |
|         | 816            | —                   | Mrkev Šukafon                                                                                     | dle oranžovo-zeleného nátěru opovržení nad hrkáním vozu při jízdě (přezdívka převzata od řady 810) |
|         | 818            | —                   | RegioSprinter Krátká mrkev Pekelník Skleník Tramvaj                                               | oficiální název výrobce podle tvaru a oranžovo-zeleného nátěru GW Train Regio podle kvality vozidla podle velkých oken a absenci klimatizace podle provozu v centru města v Německu |
|         | 820            | M 240.0             | Singrovka Vzducholoď Kachna Kačenka Machine Gun Mešingan                                          | podle zvuku připomínající šicí stroj podle tvaru podle kolébání vozu při jízdě přes výhybky podle kolébání při jízdě přes výhybky podle označení M240, které nosí i tato zbraň podle označení M240, které nosí i tato zbraň |
|         | 825            | M 260.0             | Stříbrný šíp                                                                                      | oficiální název podle nátěru a rychlosti |
|         | 830            | M 262.0             | Kraksna Ponorka Dvěstědvaašedesátka Osmsettřicítka Žhavé trubky Loď, Lodní doprava Dunihlav       | podle vzhledu podle označení řady kvůli nedokonalému chlazení a častým vzplanutím podle použitého motoru podle pohybu hlavy při rozjezdu |
|         | 831            | M 262.1             | Loďák Kraksna Kredenc Ponorka Žhavé trubky Dunihlav                                               | podle použitého motoru ČKD 6 S 150 PV 2A, původně používaného pro říční remorkéry podle vzhledu kvůli nedokonalému chlazení a častým vzplanutím podle pohybu hlavy při rozjezdu |
|         | 835            | —                   | Marfuša Dlabaný ingot Baba Jaga                                                                   | podle ruského původu jednotky podle vysoké hmotnosti opovržení nad designem |
|         | 840            | —                   | RegioSpider Regiošuplík Štrúdl Štádler Potěmkin Blitzo Pavouk                                     | oficiální pojmenování ČD parodie na oficiální pojmenování narážka na jméno výrobce, délku schvalování do provozu, které „se táhlo jako štrúdl“ a délku samotného vozu podle názvu výrobce narážka na Potěmkinovy vesnice v souvislosti s provozem ve SČK podle barvy čela vozů PID připomínající obličej hlavní postavy seriálu Helluva Boss překlad oficiálního anglického názvu |
|         | 841            | —                   | RegioSpider Regiošuplík Štrúdl Štádler Potěmkin Blitzo Pavouk                                     | oficiální pojmenování ČD parodie na oficiální pojmenování narážka na jméno výrobce, délku schvalování do provozu, které „se táhlo jako štrúdl“ a délku samotného vozu podle názvu výrobce narážka na Potěmkinovy vesnice v souvislosti s provozem ve SČK podle barvy čela vozů PID připomínající obličej hlavní postavy seriálu Helluva Boss překlad oficiálního anglického názvu |
|         | 840 ZSSK       | —                   | Modrý pacifik Delfín                                                                              | podle nátěru podle čela skříně |
|         | 842            | M 273.2             | Kvatro Rohlík                                                                                     | podle použití dvou motorů podle podlouhlého tvaru |
|         | 843            | —                   | Rakev Apollo Rohlík                                                                               | podle tvaru pro velké množství signalizačních LED v ovládací skříni podle podlouhlého tvaru (v soupravě 843+043+943 nazývána též „bageta“) |
|         | 844            | —                   | RegioShark Žralok Shark (Šark) Šarkan Pesa                                                        | oficiální pojmenování ČD český překlad anglického slova „shark“ zkrácený oficiální název ČD poslovenštělá parodie na Regioshark („šarkan“ = slovensky „drak“) podle výrobce Pesa Bydgoszcz |
|         | 845            | —                   | Limetka Tyrkyska Arriva Mrkev                                                                     | podle barvy laku (Arriva) podle dopravce podle barvy laku (GW Train) |
|         | 847            | —                   | Regiofox Liška Fox Mangle (Mengl) Pesa                                                            | oficiální pojmenování ČD český překlad anglického slova „fox“ zkrácený oficiální název ČD pražské jednotky barvou a názvem připomínají lišku Mangle ze hry Five Nights at Freddy's 2 |
|         | 848            | —                   | Stadler Štrůdl Helmut                                                                             | podle výrobce (Stadler) podle země původu a podlouhlé koncepce podle země původu |
|         | 850            | M 286.0             | Krokodýl Ponorka Hydra                                                                            | podle tvaru podle hydrodynamického přenosu výkonu |
|         | 851            | M 286.1             | Krokodýl Ponorka Hydra                                                                            | podle tvaru podle hydrodynamického přenosu výkonu |
|         | 852            | M 296.2             | Hydra Vrtulník                                                                                    | podle hydrodynamického přenosu výkonu podle zvuku motoru |
|         | 853            | M 296.1             | Hydra Vrtulník                                                                                    | podle hydrodynamického přenosu výkonu podle zvuku motoru |
|         | 854            | —                   | Caterpillar Katr Catka (Katka) Edita*) Hydra                                                      | podle použitého motoru Caterpillar 3412 E DI-TA expresivní varianta předchozí přezdívky narážka na běžně používanou zkratku CAT pro výrobky Caterpillaru podle doplňkového označení motoru Caterpillar 3412 E DI-TA podle přenosu tažné síly |
|         | 860            | M 475.0             | Chrochtadlo                                                                                       | podle zvuku motoru |
|         | 861            | —                   | Húsenica Dunihlav                                                                                 | podle délky podle zvuku |
|         | 870            | M 290.0             | Slovenská strela                                                                                  | oficiální pojmenování (vlakového spoje i vozu samotného) – narážka na rychlé spojení Bratislavy s Prahou. Zvažovány byly také názvy Létající Slovák či Létající Bratislavan. Pojmenování vychází z dobových trendů, kdy se pro zvýraznění rychlosti v názvech používala slova jako šíp, střela či létající. |
|         | 890            | M 131.2             | Mandelinka Dráteník Dráťák Energo                                                                 | podle žlutočerných pruhů na čele vozu podle účelu – údržba trolejí podle určení |
|         | 891            | M 144.0             | Mandelinka Dráteník Dráťák Energo Otévéčko Pantograf Malý Němec                                   | podle žlutočerných pruhů na čele vozu podle účelu – údržba trolejí podle určení OTV – opravy trolejového vedení podle sběrače proudu na střeše podle původu a srovnání s řadou 894 |
|         | 892            | M 153.0             | Mandelinka Dráteník Dráťák Pantograf Energo Otévéčko Beruška                                      | podle žlutočerných pruhů na čele vozu podle určení – údržba trolejového vedení podle sběrače proudu na střeše podle určení OTV – opravy trolejového vedení |
|         | 893            | M 250.0             | Mandelinka Dráteník Dráťák Pantograf Energo Otévéčko                                              | podle žlutočerných pruhů na čele vozu podle určení – údržba trolejového vedení podle sběrače proudu na střeše podle určení OTV – opravy trolejového vedení |
|         | 894            | M 263.0             | Mandelinka Dráteník Dráťák Energo Otévéčko Pantograf Velký Němec                                  | podle žlutočerných pruhů na čele vozu podle účelu – údržba trolejí podle určení OTV – opravy trolejového vedení podle sběrače proudu na střeše podle původu a srovnání s řadou 891 |
|         | 642 (D)        | —                   | Desiro Helmut                                                                                     | oficiální pojmenování výrobce podle země, pro kterou jsou jednotky typické |

*) Edita je mj. také název jednoho z vozů. Každý vůz 854 má své vlastní jméno (např. Vlaďka, Bondovka, Rozárka aj.)

## Netrakční jednotky a řídicí vozy
| Obrázek | Řada (Označení) | Přezdívky       | Vysvětlení                                                           |
| ------- | --------------- | --------------- | -------------------------------------------------------------------- |
|         | Bfbdtanx792     | Kasandra        | přezdívka vznikla jako reakce na pojmenování vozu řady 812 Esmeralda |
|         | Bfhpvee295      | Sysel, Syslojet | podle „nafouknutého“ čela vozu                                       |
|         | —               | Railjet         | oficiální označení ÖBB a ČD                                          |

## Parní lokomotivy
| Obrázek | Řada (Označení) | Přezdívky                       | Vysvětlení |
| ------- | --------------- | ------------------------------- | --- |
|         | U 37.0          | Krausska Sedmatřicítka Účko     | Podle výrobce Lokomotivfabrik Krauss & Cie Podle řady Podle označení řady U 37.0                                                                |
|         | U 57.0          | (Malý) Štokr                    | podle automatického přikladače uhlí jako u normálněrozchodné lokomotivy řady 556.0 s přezdívkou Štokr                                           |
|         | 213.9           | BS-ka, BéeSka                   | podle továrního označení 1435 BS 200 |
|         | 275.0           | Nohatá                          | má dvě nápravy o velkém průměru kol |
|         | 300.6           | Kafemlejnek Buštěhradka         | podle bublavého zvuku připomínajícího „ka-fe-me-lu“ podle působiště na Buštěhradské dráze                                                       |
|         | 310.0           | Kafemlejnek Třistadesítka       | podle bublavého zvuku připomínajícího „ka-fe-me-lu“ podle řady                                                                                  |
|         | 310.9           | Kafemlejnek                     | podle bublavého zvuku připomínajícího „ka-fe-me-lu“                                                                                             |
|         | 313.4           | Matylda                         | |
|         | 324.3           | Tři áčko                        | podle původního typového označení IIIa |
|         | 331.0           | Uhranka                         | podle původu (Maďarsko) |
|         | 354.0           | Všudybylka (nulka)              | byla velice rozšířená a podle čísla konstrukční skupiny                                                                                         |
|         | 354.1           | Všudybylka (jednička) Tříkolák  | byla velice rozšířená a podle čísla konstrukční skupiny má tři hnané nápravy                                                                    |
|         | 354.7           | Všudybylka (sedmička) Sedma     | byla velice rozšířená a podle čísla konstrukční skupiny podle čísla konstrukční skupiny                                                         |
|         | 375.0           | Hrboun Hrbatá                   | kotel se směrem ke kabině postupně zvyšuje |
|         | 387.0           | Mikádo                          | tvar komína připomíná dámský účes japonského stylu (mikádo)                                                                                     |
|         | 399.0           | Litevka                         | podle původu lokomotiv |
|         | 411.0           | Zeměplaz                        | lokomotiva má poměrně malá kola a vypadá, jako by se plazila                                                                                    |
|         | 414.0           | Heligón                         | podle tvaru komínu |
|         | 422.0           | Malý Bejček                     | uznání relativní výkonnosti stroje na lokálkách                                                                                                 |
|         | 423.0           | Velký Bejček                    | uznání relativní výkonnosti stroje na lokálkách                                                                                                 |
|         | 431.0           | Ventilovka                      | podle regulace výkonu pomocí ventilů |
|         | 433.0           | Skaličák                        | byly deponovány ve Skalici nad Svitavou |
|         | 434.1           | Čtyřkolák                       | má čtyři hnané nápravy |
|         | 434.2           | Dvojka Čtyřkolák Vlak na Dobříš | podle řady čtyři hnané nápravy jméno lokomotivy 434.2186                                                                                        |
|         | 456.0           | Krasin                          | podle ledoborce Krasin – lokomotiva se osvědčila v zimě 1927/28                                                                                 |
|         | 456.1           | Unra                            | podle dodávky od organizace UNRRA |
|         | 459.0           | Unra                            | podle dodávky od organizace UNRRA |
|         | 464.0           | Ušatá Bulík                     | podle výrazných usměrňovacích plechů „u hlavy“                                                                                                  |
|         | 464.1           | Ušatá (jednička)                | podle výrazných usměrňovacích plechů „u hlavy“                                                                                                  |
|         | 464.2           | Rosnička                        | podle barvy nátěru |
|         | 475.0           | Bába s nůší                     | podle vzhledu (tendrová lokomotiva bez van po stranách kotle)                                                                                   |
|         | 475.1           | Šlechtična Pětasedma            | byla jedna z nejlepších lokomotiv podle řady |
|         | 476.0           | Rudý Ďábel                      | podle červenohnědého nátěru |
|         | 477.0           | Papoušek                        | podle sytě modré barvy připomínající papouška ara                                                                                               |
|         | 486.0           | Zelený Anton                    | podle barvy nátěru |
|         | 498.0           | Albatros                        | podle dravého ptáka, připomínka jeho elegance a rychlosti                                                                                       |
|         | 498.1           | Albatros Albatros jednička      | podle dravého ptáka, připomínka jeho elegance a rychlosti podle dravého ptáka, připomínka jeho elegance a rychlosti – odlišení od řady 498.0    |
|         | 524.1           | Pětikolák Pětsetčtyřiadvacítka  | má pět hnaných náprav podle řady |
|         | 534.0           | Kremák                          | plocha roštu měla podobné rozměry jako v krematoriu                                                                                             |
|         | 555.0           | Němka                           | podle vytvoření v Německu |
|         | 555.3           | Mazutka                         | stroje 555.0 přestavěné na spalování mazutu |
|         | 556.0           | Štokr Bugatka                   | podle automatického podavače, jímž byla jak jedna z prvních vybavena od prototypu ochranné rámy nad reflektory připomínaly závodní vozy Bugatti |

## Parní vozy
| Obrázek | Řada (Označení) | Přezdívka | Vysvětlení                                           |
| ------- | --------------- | --------- | ---------------------------------------------------- |
|         | M 124.0         | Komarek   | podle výrobce parního kotle: Komarek Maschinenfabrik |

## Drezíny a jiná železniční vozidla
| Obrázek | Označení | Přezdívka               | Vysvětlení                                                                              |
| ------- | -------- | ----------------------- | --------------------------------------------------------------------------------------- |
|         | MUV 69   | Mufka Drezína           | zdrobnělina značení                                                                     |
|         | Vm 14/52 | Drezína Tatra Multikára | jedná se o drezínu podle výrobce Tatra Kopřivnice tento vozík lehce připomíná Multikáru |
|         | Vm 47    | Želva                   |                                                                                         |